# 知られざる物語 京都1200年の旅
『知られざる物語 京都1200年の旅』（しられざるものがたり　きょうとせんにひゃくねんのたび）とはBS朝日で、2011年10月11日から2014年9月30日まで火曜日22：00 - 22：54に放送されていた紀行番組である。

## 概要
京都1200年の歴史の中で紡ぎだされた、ロマンあふれる物語を、四季折々の美しい風景、歴史あふれる寺社などを交えながら“京都”を紹介する番組。
市川猿之助は「ナビゲーター」として、回のテーマを解説する。「では、私と一緒に悠久の歴史を巡る旅に出かけましょう」と猿之助が語ると、タイトル映像とVTRが始まる。当初は、市川猿之助が寺社・史跡等を巡っていた。
VTRでは旅人（若手歌舞伎役者）が、テーマに沿った京都の寺社・史跡・名勝・名店等を巡る。研究者・僧侶・神職・店主の案内を受けながら、歴史由緒を学び、絶景を愛で、熟練の技に触れ、旬の味を堪能する。歴史ドラマを堪能しながら、魅力あふれる街「京都」を再発見できる。
最後に、猿之助はテーマ全体をまとめ、感想の熟語を色紙にしたためる。
そして升毅のナレーションが入り、締めくくりに「それが私達がここ京都で1200年の旅をする理由なのです」と語って終了する。
年2回（春・秋）、猿之助自身が京都を旅するスペシャルを放送する。

## 出演者
- 市川猿之助 (ナビゲーター)
- 尾上松也 (旅人)
- 坂東巳之助 (旅人)
- 中村壱太郎 (旅人)
- 中村隼人 (旅人)
- 尾上右近 (旅人)

## 放送リスト
- 再放送の割合が高い。

| 放映日                                | テーマ                                                            |
| 2011年10月11日・25日 2012年5月15日    | 東寺に隠された 空海の法力伝説                                     |
| 2011年10月18日・11月1日 2012年1月31日 | 古都を見つめる 清水寺の謎                                         |
| 2011年11月8日・22日 2012年3月6日      | 利休が残した 侘び茶の心                                           |
| 2011年11月15日・29日                  | 京の美を作った 謎の絵師集団・狩野派                               |
| 2011年12月6日・20日                   | 秀吉の京都大改造                                                  |
| 2011年12月13日 2012年1月10日・5月29日 | 美しき名庭・龍安寺に隠された謎                                    |
| 2012年1月17日・24日                   | 辰年にめぐる 京都の龍                                             |
| 2012年2月7日・14日                    | 平等院鳳凰堂・藤原道長の見果てぬ夢                                |
| 2012年2月21日・28日                   | 龍馬とお龍が愛した京都                                            |
| 2012年3月13日・20日                   | 北野天満宮と学問の神・菅原道真                                    |
| 2012年3月27日・4月10日                | 安倍晴明 京に残る陰陽師伝説                                       |
| 2012年4月3日・17日                    | 古都を彩る桜伝説                                                  |
| 2012年4月24日・5月1日                 | 平清盛が歩いた六波羅                                              |
| 2012年5月8日・22日                    | 京にそびえるスカイツリー 塔に秘められた謎                         |
| 2012年6月5日・12日                    | 上賀茂・下鴨神社と葵祭 〜賀茂氏とフタバアオイの謎〜               |
| 2012年6月19日・26日                   | とんちの一休さん その秘められた真実                               |
| 2012年7月3日・10日                    | 銀閣寺で花開いた日本の美                                          |
| 2012年7月17日・24日                   | 夏の彩り・納涼床 鴨川に流れる古都の歴史                           |
| 2012年7月31日・14日                   | 祇園祭と京の夏                                                    |
| 2012年8月7日・21日                    | 神秘の山 鞍馬・貴船 聖地をつなぐ火と水の伝説                      |
| 2012年8月28日・9月11日                | 小野小町と伝説の一族                                              |
| 2012年9月4日・18日                    | 京の人々が憧れた 日本三景・天橋立                                 |
| 2012年9月25日・10月9日                | 歴史を彩る京の和菓子                                              |
| 2012年10月2日・16日                   | 金閣寺と京の黄金伝説                                              |
| 2012年10月23・30日 2013年4月30日      | 京に残る聖徳太子                                                  |
| 2012年11月6日・20日                   | 市川猿之助が歩く 京の秋スペシャル 前編 嵐山・嵯峨野に残る平安の美 |
| 2012年11月13日・27日                  | 市川猿之助が歩く 京の秋スペシャル 後編 風神雷神図に秘められた真実 |
| 2012年12月4日・11日 2013年2月19日     | 古都を見守る霊峰 比叡山延暦寺                                     |
| 2012年12月18日・25日 2013年2月26日    | 冬のぬくもり 京の食                                               |
| 2013年1月8日・1月15日                 | 新年に詣でる 伏見稲荷の謎                                         |
| 2013年1月22日・1月29日・5月21日       | 人々を見守る京のお地蔵さん                                        |
| 2013年2月5日・2月12日 2014年1月28日   | いにしえの隠れ里 冬の大原                                         |
| 2013年3月5日・3月12日                 | 二条城と京の城                                                    |
| 2013年3月19日・3月26日                | 幕末の京に生きた新選組                                            |
| 2013年4月2日・4月16日                 | 市川猿之助が歩く 京の春スペシャル 前編 祇園に残る いにしえの雅    |
| 2013年4月9日・4月23日 2014年4月1日    | 市川猿之助が歩く 京の春スペシャル 後編 老舗が伝える 日本の美      |
| 2013年5月7日・5月14日                 | 国宝の山・醍醐寺を歩く                                            |
| 2013年5月28日・6月11日 2014年5月20日  | 古都に息づく空海伝説                                              |
| 2013年6月4日・6月18日                 | 宇治に薫る茶の心                                                  |
| 2013年6月25日・7月9日                 | 歴史を彩る 京の花                                                 |
| 2013年7月2日・7月16日                 | 夏の嵐山・世界遺産の寺                                            |
| 2013年7月23日・7月30日                | 京の夏を味わう                                                    |
| 2013年8月6日・8月13日                 | 金閣・銀閣・龍安寺 禅寺に隠された謎                               |
| 2013年8月20日・8月27日                | 古都をはぐくむ水物語                                              |
| 2013年9月3日・9月10日 2014年7月15日   | 三十三間堂と京の仏像                                              |
| 2013年9月17日・9月24日                | 歴史を見つめる京の門                                              |
| 2013年10月8日・10月15日               | 平安神宮と今に息づく平安京                                        |
| 2013年11月5日                         | 市川猿之助が歩く 京の秋２時間スペシャル 趣深まる寺と旬の味わい    |
| 2013年11月12日 2014年9月16日          | 市川猿之助が歩く 京の秋 趣深まる寺                                |
| 2013年11月19日 2014年9月23日          | 市川猿之助が歩く 京の秋 旬の味わい                                |
| 2013年11月26日・12月10日              | 京を変えた「応仁の乱」                                            |
| 2013年12月3日・12月17日               | 都に残る いにしえの秘湯                                           |
| 2013年12月24日 2014年1月14日          | 京に伝わる おみくじ物語                                           |
| 2014年1月7日・1月21日                 | 清水寺と都の新年                                                  |
| 2014年2月4日・2月11日                 | 国宝が眠る 仁和寺                                                 |
| 2014年2月18日・2月25日                | 神を守る動物たち                                                  |
| 2014年3月4日・3月11日                 | 京都御所・桂離宮と都の雅                                          |
| 2014年3月18日・3月25日・5月27日       | 市川猿之助が選ぶ もう一度訪れたい 京の寺                          |
| 2014年4月8日・4月15日                 | 都に眠る いにしえの秘仏                                           |
| 2014年4月22日・4月29日                | 季節を彩る 京の弁当                                               |
| 2014年5月6日・5月13日                 | 今よみがえる 平等院鳳凰堂                                         |
| 2014年6月3日                          | 銀閣寺・哲学の道と京の坂道                                        |
| 2014年6月10日                         | 銀閣寺と哲学の道を歩く                                            |
| 2014年6月17日                         | いにしえの風情 京の坂道                                           |
| 2014年6月24日・7月1日                 | 都に残る 信長の面影                                               |
| 2014年7月22日・7月29日                | 京に伝わる観音さま                                                |
| 2014年8月5日・8月12日                 | 都の霊峰・天空の寺                                                |
| 2014年8月19日・8月26日                | 水がはぐくむ 伏見を歩く                                           |
| 2014年9月2日                          | 市川猿之助が歩く 京都国立博物館と国宝の寺 2時間スペシャル         |
| 2014年9月9日                          | 市川猿之助が歩く 京都国立博物館                                   |
| 2014年9月30日                         | 京都国立博物館と国宝の寺                                          |

## テーマソング
- オープニング・エンディングテーマ：「希望という花を（インストゥルメンタルVer.）」（作詞・作曲：村松崇継）

## スタッフ
- ナレーション：升毅
- 監修：井上満郎(京都市歴史資料館長)
- 構成：間マサムネ、高橋かづゆき、内堀隆史、井上崇
- リサーチ：原純子、松尾隆二、桐原弘明、篠原和也
- プレーン：塩原直美
- CAM：安田浩一、野澤慎二、横垣哲也
- 音声：奈良田 信一
- 照明：中村太郎、中安健太
- 音効：岩下康洋
- CG：渡部佳宣
- 編集：鳥塚幸輔
- MA：村尾博一
- 広報：田中久美香（BS朝日）
- 協力：マイシャ、テクノマックス、G-Link Studio、サウンドエッグノッグ、ABCリブラ
- 映像提供：ABC
- 音楽協力：BS朝日サウンズ
- メイク：白石義人、晋一郎、高橋幸一
- スタイリスト：勝見宣人
- AP：荒井里衣
- AD：冨田昌志
- ディレクター：保田正明、山本雅泰、佐藤俊一郎、田川博之、丸山剛、田島優
- プロデューサー：坂口由紀子（BS朝日）、手塚公一（EAST）、成田肇（EAST）
- 制作協力：EAST ENTERTAINMENT
- 制作著作：BS朝日